# Nabisco
Nabisco — американская компания по производству печений и снэков (в основном), дочерняя компания Mondelēz International, расположенная в округе Моррис (штат Нью-Джерси, США). Завод Nabisco, находящийся в Чикаго, являлся крупнейшей пекарней в мире: он занимает площадь 170 000 м², на нём работает более 1200 сотрудников, которые ежегодно производят около 145 тонн продукции (с 1950-х годов до 2015 года, когда этот завод был сокращён примерно наполовину ради переноса производства в Мексику). Основные страны-импортёры: США, Великобритания, Мексика, Боливия, Венесуэла, продукция Nabisco продаётся в более чем 85 странах. В Канаде вся продукция Nabisco продаётся под брендом Christie в честь канадского пекаря Уильяма Кристи. Флагманская пекарня Christie в Торонто была снесена после того, как Mondelēz International закрыла её в 2013 году. По заявлениям ресурса adage.com «Nabisco Foods входит в число крупнейших корпораций (marketers), стремящихся внедрить нутрицевтики».

## История
Компания National Biscuit Company (так она изначально называлась) появилась в 1898 году путём слияния American Biscuit and Manufacturing Co., United States Baking Co. и New York Biscuit Co. Её первые корпоративные офисы располагались в Чикаго, в здании Хоум-иншурэнс-билдинг — первом небоскрёбе в мире. Основателями стали бизнесмены Уильям Генри Мур, Адольфус У. Грин и Джон Г. Зеллер.
В 1971 году название компании было изменено: National Biscuit Company стала Nabisco. В 1985 году Nabisco объединилась с R. J. Reynolds Tobacco Company и стала называться RJR Nabisco. В 1999 году Nabisco приобрела Farley's & Sathers Candy Company. В 2000 году Philip Morris Companies Inc. приобрела Nabisco и объединила её с Kraft Foods в рамках одного из крупнейших слияний в истории пищевой промышленности. В 2011 году Kraft Foods объявила о разделении на продуктовую компанию (grocery company) и компанию по производству закусок (snack food company). Nabisco стала частью бизнеса этой второй ветви, и получила название Mondelēz International.
В июле 2021 года Mondelēz International приняла решение закрыть свой завод в городке Фэр-Лон (штат Нью-Джерси) после 63 лет работы, в результате чего около 600 его сотрудников были уволены.
В августе 2021 года более тысячи работников нескольких пекарен и распределительных центров по всей территории США, организованных профсоюзом «Международный союз работников хлебопекарен, кондитерских изделий, табачной промышленности и мукомолов зерна», объявили забастовку из-за разногласий относительно нового трудового контракта с Nabisco. Она продолжалась более пяти недель, затронула шесть городов в пяти штатах.
- Уильям Генри Мур[англ.]
- Адольфус У. Грин[англ.]
- Джон Г. Зеллер
- Гостиница «Александра». На переднем плане фургон с рекламой Uneeda Biscuit компании National Biscuit Company. Бостон, 1899 год.
- Забастовка сотрудников Nabisco. Портленд, август 2021 года.

## Бренды и продукты
Неполный список; перечислены наиболее известные бренды и продукты
- Chips Ahoy!
- Belvita
- Oreo[14]
- Ritz Crackers
- Teddy Grahams[англ.]
- Triscuit[англ.]
- Newtons[англ.]
- Wheat Thins[англ.]
- Lorna Doone[англ.]
- Better Cheddars[англ.]
- Cheese Nips[англ.][15]
- In a Biskit[англ.]
- Nilla[англ.]
- Nutter Butter[англ.]
- Premium Plus[англ.]
- Измельчённая пшеница[англ.]
- Zu Zu Ginger Snaps[англ.]
- Охлаждённый торт с шоколадными вафлями (после примерно ста лет производства выпуск прекращён в 2023 году)[16]

- Oreo
- Chips Ahoy!
- Lorna Doone[англ.]
- Nutter Butter[англ.]
- Wheat Thins[англ.]
- In a Biskit[англ.]
- Nilla[англ.]
- Premium Plus[англ.]
- Ritz Crackers
- Измельчённая пшеница[англ.]
- Teddy Grahams[англ.]
- Triscuit[англ.]
- Fig Newtons[англ.]
- Устричные крекеры
- Terrabusi (Мексика)

## Корпоративный имидж
Торговой маркой Nabisco является диагональный эллипс с рядом антенно-подобных линий, выступающих сверху («Шар и Крест» или держава). Он лежит в основе логотипа компании, и его можно увидеть на печенье Oreo, а также на упаковках продуктов Nabisco. Торговая марка происходит от средневекового венецианского печатного знака, который символизировал «триумф нравственного и духовного над злом и материальным». Это символ, ранее использовавшийся для обозначения искупления мира Христом.
Современный логотип был разработан американским типографом и графическим дизайнером Джерардом Уэртой, который создал множество известных логотипов для фирменного стиля и брендинга, а также для кино- и музыкальной индустрии, в частности, для AC/DC.
- Реклама в газете, 1919 год.
- Современный логотип

## Реклама
В 1997 году Nabisco выпустила рекламный ролик, в котором подробно рассказывалось, чем их арахис полезнее большинства других снековых продуктов, вплоть до сравнения пищевой ценности арахиса Planters с картофельными чипсами, чипсами с сыром чеддер и попкорном. Технически эта реклама соответствовали правилам Управления по контролю за продуктами питания и лекарствами, и ей было разрешено продолжаться. Однако, по просьбе Национального отдела рекламы, Nabisco согласилась сделать информацию о содержании жира более заметной в своих будущих рекламных роликах.
- Zu Zu Ginger Snaps[англ.], 1900-е годы.
- Uneeda Bakers, 1931 год.
- Ritz Crackers, 1939 год.
- 1954 год
- Fig Newtons[англ.], 1962 год.
- Chips Ahoy!, 1967 год.
- Япония, 2014 год.
- Калифорния, 2021 год.
- Chevrolet Monte Carlo Дейла Эрнхардта в музее Richard Childress Racing Museum (Северная Каролина), 2022 год.